# Historiographie étrusque
L'histoire des Étrusques a été largement redécouverte à la Renaissance et a été soutenue par les Médicis, Laurent le magnifique et surtout Cosme Ier, qui voulaient affirmer la grandeur de la Toscane. Les sculptures et les fresques archéologiques, découvertes lors de fouilles de tombes vastes et somptueuses, ont largement inspiré des peintres comme Léonard de Vinci ou Michel-Ange.

## Sources antiques
Les principales sources sur les rois étrusques de la Rome antique sont Tite-Live, lui-même d'Étrurie, et Denys d'Halicarnasse. Hérodote rapporte une thèse de l'origine lydienne (orientale) des Étrusques. Denys d'Halicarnasse est le seul à proposer la thèse d'un peuple autochtone. Nous avons la connaissance de pièces de théâtre d'une littérature historique Tuscae historiae écrites en étrusque, mais elles ne nous sont pas parvenues. Les acteurs professionnels romains s'appelaient histrions, c’est-à-dire ister en étrusque.

## La redécouverte
En 1498, Annius de Viterbe, un moine dominicain « sulfureux », publie un recueil d'inscriptions étrusques et propose, avec peu de rigueur, une tentative de déchiffrement de leur langue, l'étrusque. Il parvient à déchiffrer correctement certaines lettres mais le rattachement à l'hébreu, pratique banale pour l'époque, l'entraîne vers une interprétation délirante qu'il n'hésitera pas à argumenter avec des faux. L'écossais Thomas Dempster, soutenu par Cosme II, commence son Etruria regalis en deux volumes qui soutient la thèse ethnique étrusque des maîtres de la Toscane. Il suit fidèlement les auteurs antiques mais divague complètement sur la langue et l'origine du peuple. L'ouvrage ne sera publié qu'en 1723, accompagné de planches de dessins de poteries et d'artefacts anciens lançant ainsi l'« étruscomanie ».

## Naissance d’une science
À partir du XVIIe siècle les fouilles donnent lieu à des hypothèses plus sérieuses et certaines collections se spécialisent, regroupant exclusivement des objets étrusques. En 1731, les fouilles de Volterra commencent et un musée y est ouvert à partir de 1750. L'académie étrusque de Cortone, fondée en 1726, est ouverte à tous les savants du monde et destinée à rehausser la famille des Baldérie. Elle va cependant en diffusant des informations, proposant des thèses, remettre en question les dogmes, faire avancer la connaissance du monde étrusque. Les études portent toujours sur la langue étrusque, l'alphabet étrusque, et l'origine des Étrusques. Plusieurs polémiques sont également nées au XVIIIe siècle, par exemple l'architecture romaine est-elle d'origine grecque ou étrusque ? En 1789, l'abbé Luigi Lanzi révolutionne l'étruscologie : il produit un ouvrage interprétant correctement la quasi-totalité de l'alphabet, et replace précisément le rôle et rapport des étrusques avec la civilisation romaine et surtout la civilisation grecque. Il comprend, et c'est révolutionnaire pour l'époque, que bon nombre de vases que l'on qualifie d'étrusques sont grecs, mais faits sur commande par les Grecs.

## Les pillages organisés
En 1810, Giuseppe Micali publie un ouvrage qui aura un grand retentissement au sein de la communauté scientifique, en proposant une origine locale aux Étrusques.
Au XIXe siècle, les fouilles se multiplient, sans beaucoup de rigueur, et tout ce qui ne peut être exposé... est jeté. On entrepose dans de mêmes lieux tous les objets sans tenir compte de l'époque d'enfouissement, la datation devient alors très compliquée. Ainsi, en 1828, la nécropole de Vulci est saccagée. Bon nombre de sépultures sont trouvées par hasard. La spectaculaire nécropole de Monterozzi est également fouillée. Dans les années 1830, les archéologues allemands jouent un grand rôle et, avec des Français, fondent l'Institut de correspondance archéologique. En 1836, près de Cerveteri, la Nécropole de Banditaccia révèle du mobilier intact et à partir des objets récoltés, le pape Grégoire XVI organise le musée grégorien au Vatican. En 1837, une exposition d'œuvres à Londres provoque un véritable engouement, elle est suivie de plusieurs publications.

## L'étruscologie
À partir des années 1840, les Corpus d'inscriptions commencent à paraître sous l'égide de l'Académie des sciences de Berlin.  Le Corpus Inscriptionum Etruscarum est édité au début des années 1920. En 1927 se crée l'Istituto di studi Etruschi ed Italici qui publie la revue Studi Etruschi. L'institut organise des colloques et des congrès.